# Alterkülz
Alterkülz ist eine Ortsgemeinde im Rhein-Hunsrück-Kreis in Rheinland-Pfalz. Sie gehört der Verbandsgemeinde Kastellaun an.

## Geographie
Der Ort Alterkülz liegt im Külzbachtal, er erstreckt sich als Straßendorf auffallend lang an der Landesstraße L 108, welche unter der Bezeichnung „Hauptstraße“ durch den Ort führt. Dafür bekam Alterkülz auch den Beinamen „Längstes Dorf im Hunsrück“. Zum Ort gehört die südöstlich im Osterkülztal gelegene Siedlung Osterkülzmühle sowie der Ortsteil Wehr.
| Hasselbach | Spesenroth                                  | Laubach      |
|            | Kompassrose, die auf Nachbargemeinden zeigt | Klosterkumbd |
| Hundheim   | Michelbach                                  | Neuerkirch   |

## Geschichte
Um das Jahr 1310, nach neueren Erkenntnissen des Landeshauptarchiv Koblenz wohl 1330–1335, wird der Ort unter dem Namen Kulze im Sponheimischen Gefälleregister der Grafschaft Sponheim erwähnt.
Alterkülz gehörte bis 1417 zur Vorderen Grafschaft Sponheim. Nach dem Aussterben dieser Sponheimer Linie gelangte der Ort mit Kastellaun an die Hintere Grafschaft. Innerhalb der Grafschaft Sponheim gehörte der Ort zur Hasselbacher Pflege im Amt Kastellaun. Im Lauf der Jahrhunderte ist Alterkülz aus mehreren Orten (Unterdorf, Mitteldorf, Überbach und Wehr) zusammengewachsen. Noch im Jahr 1865 wird der Ortsteil Wehr als eigener Weiler erwähnt.
Hinter dem südlichen Ortsausgang findet man in der Nähe des Külzbachs die Überreste  einer mittelalterlichen Eisenverhüttung (Schmelz) und die Reste der Grube Eid sowie, durchschnitten von der Landstraße, eine Anhöhe, auf der ein römischer Gutshof (Villa rustica) stand.
Von 1901 bis 1983 war der Ort Bahnstation an der Hunsrückbahn Simmern – Kastellaun – Boppard. Zu Beginn des 21. Jahrhunderts wurde die ehemalige Bahnlinie in einen asphaltierten Rad- und Wanderweg umgebaut, den Schinderhannes-Radweg.
Im Jahre 2005 erreichte die Hunsrückgemeinde einen fünften Platz beim Gebietsentscheid des Landeswettbewerbs „Unser Dorf hat Zukunft“.
Statistik zur Einwohnerentwicklung
Die Entwicklung der Einwohnerzahl der Gemeinde Alterkülz, die Werte von 1871 bis 1987 beruhen auf Volkszählungen:
| Jahr | Einwohner |
| ---- | --------- |
| 1815 | 320       |
| 1835 | 377       |
| 1871 | 388       |
| 1905 | 423       |
| 1939 | 420       |
| 1950 | 493       |
| 1961 | 454       |

| Jahr | Einwohner |
| ---- | --------- |
| 1970 | 464       |
| 1987 | 400       |
| 2005 | 460       |
| 2011 | 413       |
| 2017 | 415       |
| 2024 | 373       |

## Politik

### Gemeinderat
Der Gemeinderat in Alterkülz besteht aus acht Ratsmitgliedern, die bei der Kommunalwahl am 9. Juni 2024 in einer Mehrheitswahl gewählt wurden, und dem ehrenamtlichen Ortsbürgermeister als Vorsitzendem.

### Bürgermeister
Ortsbürgermeister ist Alfons Rockenbach. Bei der Direktwahl am 26. Mai 2019 war kein Kandidat angetreten, er wurde am 2. Juli 2019 durch den Gemeinderat gewählt und ist damit Nachfolger von Klaus Häfner. Bei der Direktwahl am 9. Juni 2024 wurde er mit 69,5 % der Stimmen ohne Gegenkandidat in seinem Amt bestätigt.

## Kulturdenkmäler
In der Denkmalliste des Landes Rheinland-Pfalz (Stand: 2024) werden folgende Kulturdenkmäler genannt:
- Evangelische Kirche, Saalbau, bezeichnet 1759
- Evangelisches Pfarrhaus, Krüppelwalmdachbau, bezeichnet 1786
- Vier Hofanlagen aus dem 19. Jahrhundert
- Katholische Kapelle St. Josef, errichtet 1920/21
- Wohnhaus, Baujahr 1922
- Kriegerdenkmal 1914/18, errichtet 1926

Siehe auch: Liste der Kulturdenkmäler in Alterkülz

## Wirtschaft und Infrastruktur

### Gewerbe
Gewerbebetriebe sind u. a. eine große Stahlbaufirma, eine Schreinerei, ein Steinmetzbetrieb, eine Autowerkstatt, zwei Dienstleister der Moselradtouristik sowie mehrere landwirtschaftliche Betriebe. Auf einer Anhöhe östlich der Gemeinde, auf den Gemarkungen von Alterkülz und Spesenroth, liegt der Windpark Alterkülz mit sieben Windkraftanlagen des Herstellers Vestas und einer Enercon E-82.

### Verkehr
Alterkülz liegt an der Landesstraße 108, von der im Ortsbereich die Kreisstraßen K 21 nach Michelbach und K 28 nach Laubach abzweigen.

## Persönlichkeiten
- Sebastian Furck (um 1600–1655), in Alterkülz geborener Kupferstecher des 17. Jahrhunderts.
- Walter Desch (* 1944), Sportfunktionär.